# Cyclocosmia
Cyclocosmia là một chi nhện trong họ Ctenizidae.

## Các loài
- Cyclocosmia lannaensis Schwendinger, 2005
- Cyclocosmia latusicosta Zhu, Zhang & Zhang, 2006
- Cyclocosmia loricata (C. L. Koch, 1842)
- Cyclocosmia ricketti (Pocock, 1901)
- Cyclocosmia siamensis Schwendinger, 2005
- Cyclocosmia torreya Gertsch & Platnick, 1975
- Cyclocosmia truncata (Hentz, 1841)